# Traitements alternatifs contre le cancer
 (octobre 2022).
Les traitements alternatifs contre le cancer sont des traitements alternatifs ou complémentaires considérés comme pseudo-scientifiques et charlatanesques par la communauté médicale.

## Traitements inefficaces
Cette section contient une liste de traitements qui ont été recommandés pour traiter ou pour prévenir le cancer chez les humains, mais qui manquent de preuves scientifiques et médicales de leur efficacité. Dans de nombreux cas, il y a de bonnes preuves scientifiques que les traitements allégués ne fonctionnent pas. Contrairement aux méthodes de traitement de cancer reconnues, des traitements non éprouvés et réfutés sont généralement ignorés ou évités par la communauté médicale, et sont souvent pseudo-scientifiques.
Ces méthodes peuvent persister dans un cercle restreint d'associations ou de réseau solidaire, souvent limitées à une zone géographique (pays ou région), même après leur interdiction ou retraits du marché.
Dans son rapport d'activité de 2022-2024, la MIVILUDES liste un certain nombre de pseudo-traitements du cancer proposés en France en lien avec des médecines alternatives et des dérives sectaires : amaroli (boire son urine) ; régimes sans gras, sans sucre, à base de produits crus, de jus de légumes ou de gélules d'ananas ;  lithothérapie ; examen des tumeurs par un « appareil russe à résonance magnétique » ; injections d’extraits de gui ; diverses techniques supposées d'auto-guérison.

### Méthodes
- Aromathérapie
- Ayurveda
- Nouvelle médecine germanique
- Herboristerie
- Thérapie holistique
- Homéopathie
- Naturopathie

### Régimes
- Régime alcalin
- Jeûne
- Macrobiotique
- Cure de Breuss
- Méthode Budwig
- Régime de Seeger : à base de betteraves rouges crues.
- Régime de Kousmine : régime lacto-végétarien accompagné de deux cuillerées à soupe d'huile de tournesol et d'huile de germe de blé[4].
- Instinctothérapie
- thérapie de Gerson: régime principalement végétarien avec des compléments alimentaires

### Méthodes reposant sur l'énergie ou le magnétisme
- Biorésonance
- Photothérapie
- Magnétothérapie
- Orgone
- Toucher thérapeutique
- Générateur de fréquence Rife

### Méthodes à base de plantes et de champignons
- Fleurs de Bach
- Iscador ou Viscum Album, proposé en 1921 par l'Association médicale anthroposophique. Il s'agit d'extrait de gui fermenté injecté par voie sous-cutanée.
- Carnivora, il s'agit de la plante carnivore Dionaea muscipula dont des extraits ont été préparés en Allemagne sous formes injectables et orales. L'apparition d'effets toxiques a fait interdire ces produits.
- Les plantes tropicales de Tubery. Médecin en Afrique noire, Tubery remarque deux plantes utilisées par des sorciers : Decuridaca longepedonculata et Gnidia Krausiana. De retour en France en 1968, il n'obtient pas d'aide financière des laboratoires pharmaceutiques pour poursuivre ses recherches. Il fonde alors son propre laboratoire pour préparer des gélules et ampoules injectables diffusées par une association, sans autorisation de mise sur le marché[5].

### Procédures physiques
- Kinésiologie appliquée
- Chiropratique
- Ventouse
- Danse-thérapie
- Bougie d'oreille
- Chirurgie psychique
- Reiki
- Shiatsu

### Guérison spirituelle ou mentale
- Hypnose
- Qi gong

### Produits biologiques, chimiques ou autres
- Apithérapie
- Traitement de Mattéi : auto-vaccin préparé à partir du sang de malade et d'injection de venin (cobra, abeille, ou crapaud) avec un catalyseur (aluminium, cuivre ou cobalt).
- Sérocytols appelés aussi spécytons (apparus en Suisse). Il s'agit d'anticorps de cheval obtenus après immunisation avec des extraits fœtaux d'organes de différents animaux. Il existe 80 préparations de sérocytols pour différents types de cancer.
- Laetrile ou Amygdaline dite aussi « vitamine B 17 ». Apparu aux États-Unis en 1952, il a connu un succès rapide, dû au fait que l'acteur Steve Mc Queen y a eu recours en le faisant savoir. Plusieurs études, de 1978 à 1982, ont montré que le produit n'avait aucune efficacité en pouvant être toxique[6].
- Solutés de Vernes (1934), composés variables comprenant entre autres du carbone colloïdal, du borate de sodium, de l'acide osmique, des oligo-éléments.
- Physiatrons de Solomidès (années 1950-1960 à Sceaux). Il s'agit de peroxydes censés détruire les cellules cancéreuses par excès d'oxygène. Le laboratoire Solomidès a été fermé par le ministère de la Santé en 1985.
- Théorie de Gernez (années 1970 à Roubaix). Administration à petites doses de traitements anticancéreux aux populations à risques (définies par des méthodes alternatives de diagnostic) en prévention du cancer.
- Cardozélan (Allemagne), composés d'enzymes (protéases, lipases…) censés détruire les cellules cancéreuses. Les médecins cités à l'appui du produit sont inconnus des autorités sanitaires.
- H11, c'est une protéine fabriquée en Angleterre qui agirait sur le système enzymatique des tumeurs. Le laboratoire fabriquant donne des références bibliographiques détournées (conclusions réelles différentes).
- Le traitement de Le Foll. Il s'agit d'un chirurgien-dentiste devenu célèbre en France à la suite d'un reportage télévisé[7]. Il a remarqué sur ses patients que les acides tribomacétique, trichloracétique et trifluoroacétique dilués accéléraient la cicatrisation. Il les administre par voie intraveineuse, buccale ou rectale pour réguler les tissus cancéreux, en les complétant par une méthode personnelle d'acupuncture[8].

## Mesures règlementaires
Les organismes gouvernementaux à travers le monde enquêtent sur les traitements prétendus du cancer pour protéger leurs citoyens contre la fraude et les abus.
En 2008, la Federal Trade Commission des États-Unis a agi contre les entreprises qui ont fait des affirmations non prouvées que leurs produits, dont certains comprenaient des produits chimiques hautement toxiques, pourraient guérir le cancer. Les cibles comprenaient Omega Supply, Native Essence Herb Company, Daniel Chapter One, Gemtronics, Inc., Herbs for Cancer, Nu-Gen Nutrition, Inc., Westberry Enterprises, Inc., Jim Clark's All Natural Cancer Therapy, Bioque Technologies, Inc., Cleansing Time Pro, et Premium-essiac-tea-4less.